# (1202) Marina
(1202) Marina ist ein Asteroid des Hauptgürtels, der am 13. September 1931 vom russischen Astronomen Grigori Nikolajewitsch Neuimin in Simejis entdeckt wurde.
Der Asteroid trägt einen russischen weiblichen Vornamen, der keiner bestimmten Person zugeordnet ist.